# 大窪 (八尾市)
大窪（おおくぼ）は、大阪府八尾市の地名。丁目表示は行われておらず、全域が大字である。かつては現在の東町の一部も含まれていた。

## 歴史
令制国一覧 > 畿内 > 河内国 > 高安郡 > 大窪村
保元3年（1158年）の官宣旨にて石清水八幡宮領、極楽寺領に対する押領を停止し、その中に河内国窪庄が確認できる（石清水文書）。窪庄は一旦石清水八幡宮領でなくなっていたようで、永正10年に細川高国が窪庄を石清水八幡宮に寄進している（和簡礼経）。なお、河内国窪庄について、当地を比定する説（『荘園志料』など）はあるが郡名の記載が無く断定されていない。
正保郷帳の写しとされる河内国一国村高控帳によると「大久保村」とあり、916石余で千塚・山畑地区を含む3か村の合計である。それ以前の慶長見地では大窪村一村としてまとめられて見地されている。のちに3か村に分村されたとされる時期は正保年間から寛文年間あたりとされている。延宝年間の河内国支配帳では481石余。江戸時代初期は幕府直轄領、その後281石分と200石分に支配者が分けられたうえで幾度か支配者が変わり、前者は寛文9年に淀藩領となり、後者は文化9年に小田原藩領となり幕末に至っている。明治以降の市町村制施行で中高安村の大字となる。
昭和47年に大阪外環状線より西の地域を分割して東町の一部（現在の2～5丁目の一部）となった。

## 地理
町内のいちばん西を大阪外環状線が通り、その東を東高野街道が通る。南隣の山畑地区とは境界が入り乱れ、飛び地も存在する。

## 世帯数と人口
2020年（令和2年）3月31日現在（八尾市発表）の世帯数と人口は以下の通りである。
| 大字 | 世帯数  | 人口  |
| ---- | ------- | ----- |
| 大窪 | 409世帯 | 859人 |

### 人口の変遷
国勢調査による人口の推移。
| 1995年（平成7年）  | 1,447人 | [ 5 ] |  |
| 2000年（平成12年） | 1,267人 | [ 6 ] |  |
| 2005年（平成17年） | 1,256人 | [ 7 ] |  |
| 2010年（平成22年） | 1,052人 | [ 8 ] |  |
| 2015年（平成27年） | 918人   | [ 9 ] |  |

### 世帯数の変遷
国勢調査による世帯数の推移。
| 1995年（平成7年）  | 475世帯 | [ 5 ] |  |
| 2000年（平成12年） | 436世帯 | [ 6 ] |  |
| 2005年（平成17年） | 468世帯 | [ 7 ] |  |
| 2010年（平成22年） | 403世帯 | [ 8 ] |  |
| 2015年（平成27年） | 365世帯 | [ 9 ] |  |

## 学区
市立小・中学校に通う場合、学区は以下の通りとなる（2020年5月時点）。
| 番・番地等 | 小学校             | 中学校             |
| ---------- | ------------------ | ------------------ |
| 全域       | 八尾市立高安小学校 | 八尾市立高安中学校 |

## 事業所
2016年（平成28年）現在の経済センサス調査による事業所数と従業員数は以下の通りである。
| 大字 | 事業所数 | 従業員数 |
| ---- | -------- | -------- |
| 大窪 | 37事業所 | 141人    |

## 施設
- 御祖神社跡
旧集落の西外れのため池近くにあった神社（式内小社）。現在は玉祖神社に合祀されており、跡地は児童公園となっているが、大きなクスノキが何本かそびえており往時を偲ばせる。東脇の細い道はかつての「おと越え」の道筋で、北のガードレールに方向を示す落書きがある。
- ミキハウス旧本社
- 八尾市立高安幼稚園
- 俊徳丸鏡塚
大窪1175番地付近にある塚で、正式には高安古墳群の一つ「山畑・大窪27号墳」。周囲は山畑、大窪、服部川地区が混在しており登記上の所在地がわかりにくい。大窪1175番地は服部川地区に近い飛び地である。
- 来迎寺
浄土宗の仏教寺院。敷地内の墓地の南端に「抜塚」（正式名：大窪・山畑7号墳）がある。

## その他

### 日本郵便
- 郵便番号 : 581-0863[2]（集配局：八尾郵便局[12]）。